# Wapen van Oosterlittens

Wapen van Oosterlittens

Het wapen van Oosterlittens is het dorpswapen van het Nederlandse dorp Oosterlittens, in de Friese gemeente Leeuwarden. Het wapen werd in 2001 geregistreerd.

## Beschrijving
De blazoenering van het wapen in het Fries luidt als volgt:
trochsnien: I. yn sulver in blau Andreaskrús; II. yn read in gouden peal, yn de skyldfoet belein mei in swarte pot en yn it read oan wjerskanten ferhege beselskippe fan in gouden peinje.
De Nederlandse vertaling luidt als volgt: 
doorsneden: I. in zilver een blauw Andreaskruis; II. in rood een gouden paal, in de schildvoet belegd met een zwarte pot en in het rood aan weerskanten verhoogd vergezeld van een gouden penning.
De heraldische kleuren zijn: zilver (zilver), azuur (blauw), keel (rood), goud (goud) en sabel (zwart).

## Symboliek
- Gouden paal: verwijzing naar het "Paaltje van Oosterlittens" dat een rol speelt in een sage.[2]
- Zwarte pot: maakt ook deel uit van de sage. De muntschat werd aangetroffen in een ketel.[2]
- Gouden penningen: tevens een verwijzing naar de muntschat uit de sage. Daarnaast duiden ze op de veemarkt van het dorp en op het tolhuis dat gelegen was bij kruising van de Franekervaart met de Bolswardertrekvaart.[2]
- Andreaskruis: staat eveneens symbool voor de kruising van de Franekervaart met de Bolswardertrekvaart.[2]
- Kleurstelling: ontleend aan het wapen van Littenseradeel.[2]

Het wapen van Littenseradeel.

## Zie ook

Vlag van Oosterlittens